# 乌默客
乌默客（？—1709年) ，清朝喀尔喀蒙古车臣汗，博尔济吉特氏，諾爾布的孙子，伊勒登阿喇布坦之子。
康熙二十七年（1688年），继其祖父諾爾布为车臣汗，准噶尔部噶尔丹掠夺喀尔喀，随叔父纳木扎勒归附清朝，从众十万余户，驻牧于乌珠穆沁部之地，他年幼，由纳木扎勒代掌政务。康熙二十九年（1690年），率部至土拉河，随尚书阿喇尼侦御噶尔丹。次年，参加多伦会盟，清朝保留他的车臣汗号，所部始称车臣汗部。康熙三十四年（1695年），他属下镇国公罕笃反清投奔俄罗斯帝国，他和清朝郎中阿必达追上迫降罕笃。噶尔丹遣使卓里克图贻书通好，他拒绝，将卓里克图献于清朝。康熙三十五年（1696年），随康熙帝征噶尔丹。次年，驻牧在克鲁伦河流域，死后其子衮臣即位。